# NGC 418
NGC 418 ist eine Balken-Spiralgalaxie mit ausgedehnten Sternentstehungsgebieten vom Hubble-Typ SBc im Sternbild Sculptor am Südsternhimmel. Sie ist schätzungsweise 254 Millionen Lichtjahre von der Milchstraße entfernt und hat einen Durchmesser von etwa 150.000 Lichtjahren. 

Im selben Himmelsareal befindet sich u. a. die Galaxie IC 1637.
Die Typ-IIP-Supernova SN 2014co wurde hier beobachtet.
Sie wurde als nebliges Objekt am 28. September 1834 vom britischen Astronomen John Herschel in Südafrika entdeckt.